# 禁蒙面法

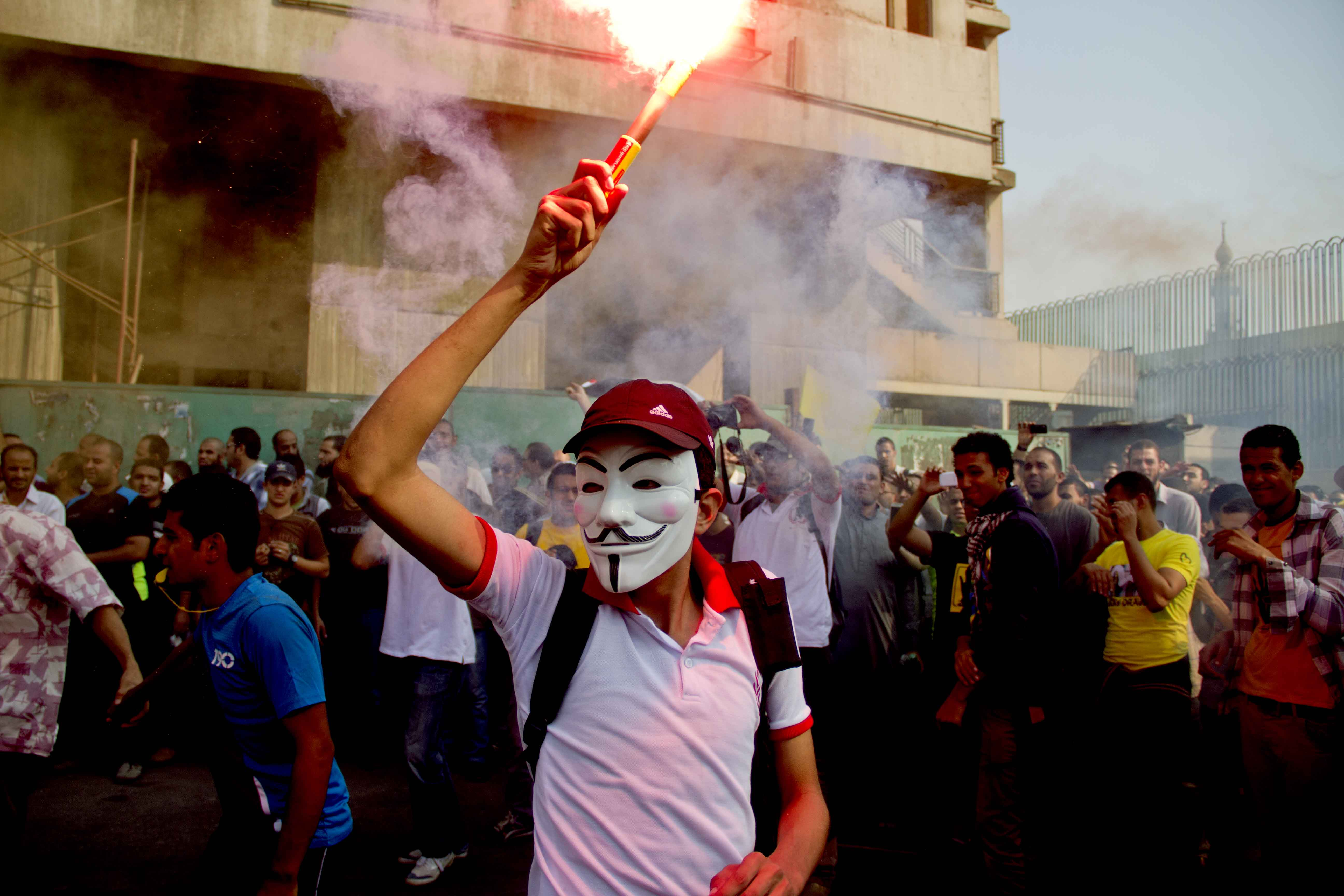
2013年10月埃及政變期間，示威人士戴着盖伊·福克斯（Guy Fawkes）面具蒙面

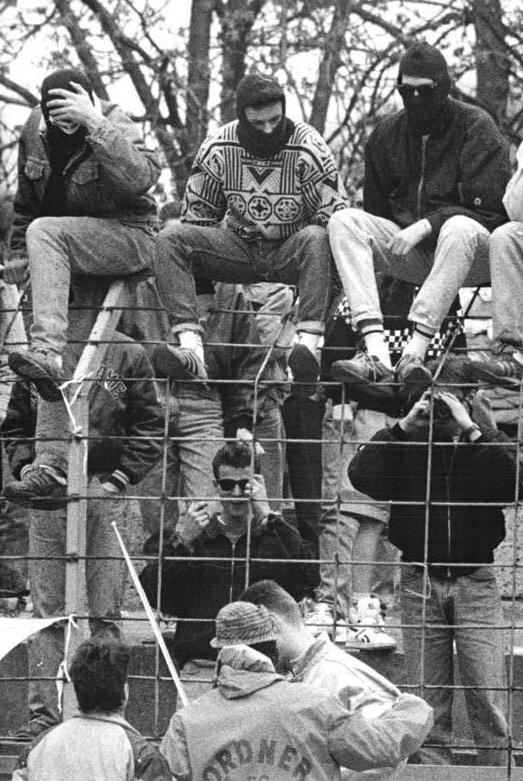
1990年代，一场德国足球比赛中的蒙面滋事者

禁蒙面法是指用立法和刑事措施，禁止人們遮蔽面部的行为，而蒙面行為多是出於宗教或有政治目的。
日常生活中，阿拉伯穆斯林女性有遮蔽包括面部在内全身的习俗。进入21世纪以来，随着穆斯林人口在歐洲的增长，以及瓦哈比派的影响。是否禁止女穆斯林蒙面，在非伊斯兰教国家，特别是西欧国家中成为具有争议性的话题。

## 北美洲

### 美國
不少美國州份有禁蒙面法。
- 紐約州的反掩蓋法於1845年頒布，旨在在房東與房客之間發生糾紛後，為公共安全做出規定。
- 禁蒙面法可追溯至20世紀中期，不少州份通過禁蒙面法取締三K黨。三K黨成員通常戴上亞麻布製成的白色尖頂頭罩。[2]這些法律受到質疑的理由是，它們違反了《美國憲法》第一修正案對言論自由和結社自由的保障。一些法院權衡了言論自由和公共安全利益，並維護了此類法律。

現時蒙面的政治示威者，比如政治立場偏激的匿名者組織戴著蓋伊·福克斯面具的成員，是禁蒙面法的主要打擊目標。

### 加拿大
在幾次高調的示威後，加拿大國會引入Bill C-309（防止個人在暴動和非法集會法令下隱瞞身份），禁止在騷亂及其他違法集會中戴面具。法案在2013年6月19日通過。倘若被告被裁定暴動罪成，而其在參與暴動時蒙面，並無任何合理辯解，最高可處10年監禁。非法集結罪成又蒙面者則最高處5年監禁。
2017年，魁北克宣布禁止內部和政府職務上面部遮罩使用。

## 歐洲

欧洲各国禁蒙面法（2025）
国家禁止 – 全国公众地方禁止穿戴全脸面纱
地方禁止 – 有城市或地区禁止全脸面纱
部分禁止 – 政府禁止于部分地点穿戴全脸面纱

| 国家     | 时间           | 受限服饰                                                           | 适用情况                                     | 例外                                                 | 备注                                           |
| -------- | -------------- | ------------------------------------------------------------------ | -------------------------------------------- | ---------------------------------------------------- | ---------------------------------------------- |
| 奥地利   | 2002年，2017年 | 波卡、尼卡布、全罩式摩托车头盔、遮面头巾                           | 示威活动、大学、法院、公共交通工具内         | 需遮面从事工作的蒙面者，生病戴口罩，需要出示醫生證明 |                                                |
| 比利时   | 2011年         | 波卡、尼卡布及其他面罩                                             | 公共场所                                     |                                                      | 欧洲人权法院2017年判决该禁令合法               |
| 保加利亚 | 2016年         | 波卡、尼卡布及其他遮面头巾                                         | 政府办公室、学校、文化及娱乐机构             | 出于健康或专业原因的蒙面者                           | 保加利亚的一些城市在全国性禁令前已有地方性禁令 |
| 丹麦     | 2000年         | 头巾、面罩及其他遮蔽人脸的涂装油彩                                 | 公共集会                                     | 需遮面保护面部的蒙面者                               | 该禁令不适用于格陵兰岛和法罗群岛               |
| 法国     | 2010年         | 波卡、尼卡布、巴拉克拉瓦头套、全罩式摩托车头盔、遮面头巾及其他面罩 | 公共场所                                     | 戴全罩式摩托车头盔的骑手                             | 欧洲人权法院2014年判决该禁令合法               |
| 德国     | 1985年         | 妨碍身份识别的饰物                                                 | 露天公共集会或前往露天集会途中               | 当局可豁免对公共秩序和安全不构成威胁的蒙面者         |                                                |
| 意大利   | 1975年         | 妨碍身份识别的面罩或饰物                                           | 公共场所                                     | 出于“合理原因”的蒙面者                               | “宗教原因”是否是“合理原因”之一尚存争议         |
| 荷兰     | 2019年         | 波卡、尼卡布、巴拉克拉瓦头套、全罩式摩托车头盔                     | 公共交通工具内、教育机构、政府机构、医疗机构 | 出于体育、健康、安全原因的蒙面者                     | 2019年8月1日开始实施                           |
| 拉脱维亚 | 2016年         | 波卡、尼卡布、头巾、面罩等其他遮盖面部的饰物                       | 公共场所                                     |                                                      | 拉脱维亚政府禁止穆斯林穿戴头巾和罩袍           |
| 挪威     | 1995年         | 面罩                                                               | 群众性活动，如游行示威等                     |                                                      |                                                |
| 西班牙   | 2013年         | 面罩                                                               | 示威活动                                     |                                                      |                                                |
| 瑞典     | 2005年         | 妨碍身份识别的面罩                                                 | 会或可能扰乱公共秩序的示威活动               | 出于“宗教原因”或政府批准的蒙面者                     |                                                |

### 奧地利
自2002年起，按照集會法§ 9（Versammlungsgesetz），在示威中禁止蒙面。倘若不曾威脅公共秩序和安全，違禁蒙面者不一定會被檢控。按照法律§ 19a，違反禁令可處六個月監禁，再犯者可處一年監禁或罰款。
2017年10月1日起實行新禁蒙面法、在大學、公共場所，法院大樓等地方以不同方式蒙面，罰款150歐元，若是生病需要戴口罩者，必須請醫生開立證明並隨時放在身上。
自COVID-19疫情在歐洲蔓延，2020年3月30日，奧地利總理庫爾茲宣布所有進入超級市場的人士必須戴上口罩。

### 丹麥
自2000年6月起，在丹麥的公眾集會中使用頭巾、口罩、顏料等物體或類似的物件或形式刻意遮蓋臉部防止身份被識別屬於違法行為，可處罰鍰、拘役或6個月以下有期徒刑。但若為了保護臉部不受天候狀態影響，或其他合法目的則不受此法令限制。另外此法令不適用於格陵蘭或法羅群島。

### 法國
2010年9月14日，法國參議院通過了禁蒙面法，法案规定除特定情況外，禁止在公眾場所用面紗等蒙面，違法者可處一年監禁。
從COVID-19在歐洲擴散，法國衛生部在2020年7月20日宣布實施強制配戴口罩，範圍適用的場所，包括商店、超市、市場、銀行，以及其他接觸公眾的場所。違者最高罰款135歐元。

### 比利時
2011年6月，比利時通過了一項法律，禁止在公共場合“全部或部分以無法辨認的方式蒙面或隱藏面部”。違規者可處標註，最多可入獄7天。
自COVID-19在歐洲擴散，比利時首相蘇菲·威爾梅斯宣布，從2020年7月25日起，民眾在露天市場、繁忙購物區以及公共建築的公眾範圍都要戴口罩。

### 保加利亞
2016年制定禁蒙面法，適用在政府辦公室、學校、文化、公共場合及娛樂機構，並波卡、尼卡布及其他遮面頭巾都屬於禁令範圍。

### 德國
自1980年代起，根據集會法§ 17a Abs. 2，在如示威等公眾集會中不可以掩飾身份，以便警察能夠辨認。此外，參加集會遊行不得以任何服飾遮蓋容貌，違者可處監禁，攜帶武器或隱匿身份者可處1年監禁，穿著制服者則可處2年監禁。

### 義大利
1975年，義大利制定全國性的禁蒙面法，法條嚴格禁止在公共場合穿任何可能掩蓋人臉的服裝、無法識別的口罩或器具，並對此行為規定了罰款和監禁。法律原本允許某些例外比如宗教原因戴面紗，但自2010年後修改更嚴格，目前已規定因宗教原因戴面紗也視為非法。

### 俄羅斯
根據聯邦法№ 54-ФЗ，在公眾活動中禁止戴面具及用其他任何方式遮掩身份；活動主辦者必須要求所有參加者不得以任何方式遮掩身份。

### 西班牙
根據2013年11月的公民安全法（Ley mordaza），掩蓋面部的示威人士，可处三萬歐元罰金。

### 荷蘭
2018年6月26日，荷蘭參議院通過了禁蒙面法，禁止在公共場合、公共交通以及教育機構，政府機構和醫療機構的建築物及相關院子範圍地區內，穿上覆蓋整個臉部或遮蓋住僅露出眼睛或使臉部無法識別的衣服都是違法的。
該法案豁免的衣服有：
- 客戶、患者或其訪客在醫療機構住宅區所穿的衣服
- 在健康或安全方面保護身體所需的那些
- 與對職業或體育比賽的要求有關的必要穿戴物品

### 拉脫維亞
拉脫維亞在2016年制定禁蒙面法，法律規定在公共場所禁止任何遮蓋面部妨礙辨識的衣服、飾物，並禁止穆斯林穿戴蓋頭和罩袍。

### 挪威
1995年挪威制定禁蒙面法，禁止在公共場合的群眾性活動，穿戴任何遮蔽臉部的面罩，無法辨認臉部的遮蔽物的一飾如遊行示威等

### 西班牙
根據2013年11月的《公民安全法》（Ley mordaza），遮蓋臉孔的示威抗議者可能被處以最高30,000 歐元的罰款。

### 瑞典
根據在某些情況禁止蒙面法，禁止示威者將面部的全部或部份遮蓋，使得身份難以辨認。這項禁令只適用於示威中公眾秩序受擾亂，或者有受擾亂的即時危險。這項禁令對因宗教原因遮蓋面部者不適用，也不適用於已獲准遮蓋全部或部份面部的示威者。

### 瑞士
在巴塞爾城市州（1990年）、蘇黎世州（1995年）、伯爾尼州（1999年）、盧塞恩州（2004年）、圖爾高州（2004年）、索洛圖恩州（2006年）、聖加侖州（2009年），都有禁止戴面具的法律。

### 乌克兰
在金鵰特種部隊的防暴警察与乌克兰亲欧盟示威者发生冲突后，乌克兰最高拉达通过721-VII号法律，禁止参与集结、大会、示威、抗议、集会或其他公众活动的人穿戴面具、头盔或迷彩服，违者可处$400以下罚款或15日以下行政拘留。该法于2014年1月废除。

## 大洋洲
在澳大利亞，在公共場合戴口罩是合法的。但在维多利亚州，暴力骚乱中的参与者遮挡面部以隐瞒身份或庇护他人将会加重其判罚由10年至15年。

## 亞洲

### 中国大陆
中華人民共和国新疆维吾尔自治区首府乌鲁木齐市人大常委会于2014年12月10日通过了《乌鲁木齐市公共场所禁止穿戴蒙面罩袍的规定》，并于2015年1月10日由新疆维吾尔自治区人大常委会批准，2015年2月1日实行。乌鲁木齐成为中国大陆首个立法禁止蒙面罩袍的城市。
2017年4月1日，由新疆维吾尔自治区人大常委会审议通过的《新疆维吾尔自治区去极端化条例》开始实施，其中第九条第八款规定自己或强迫他人穿戴蒙面罩袍、佩戴极端化标志属于受极端主义影响的极端化行为并予以禁止。

### 香港

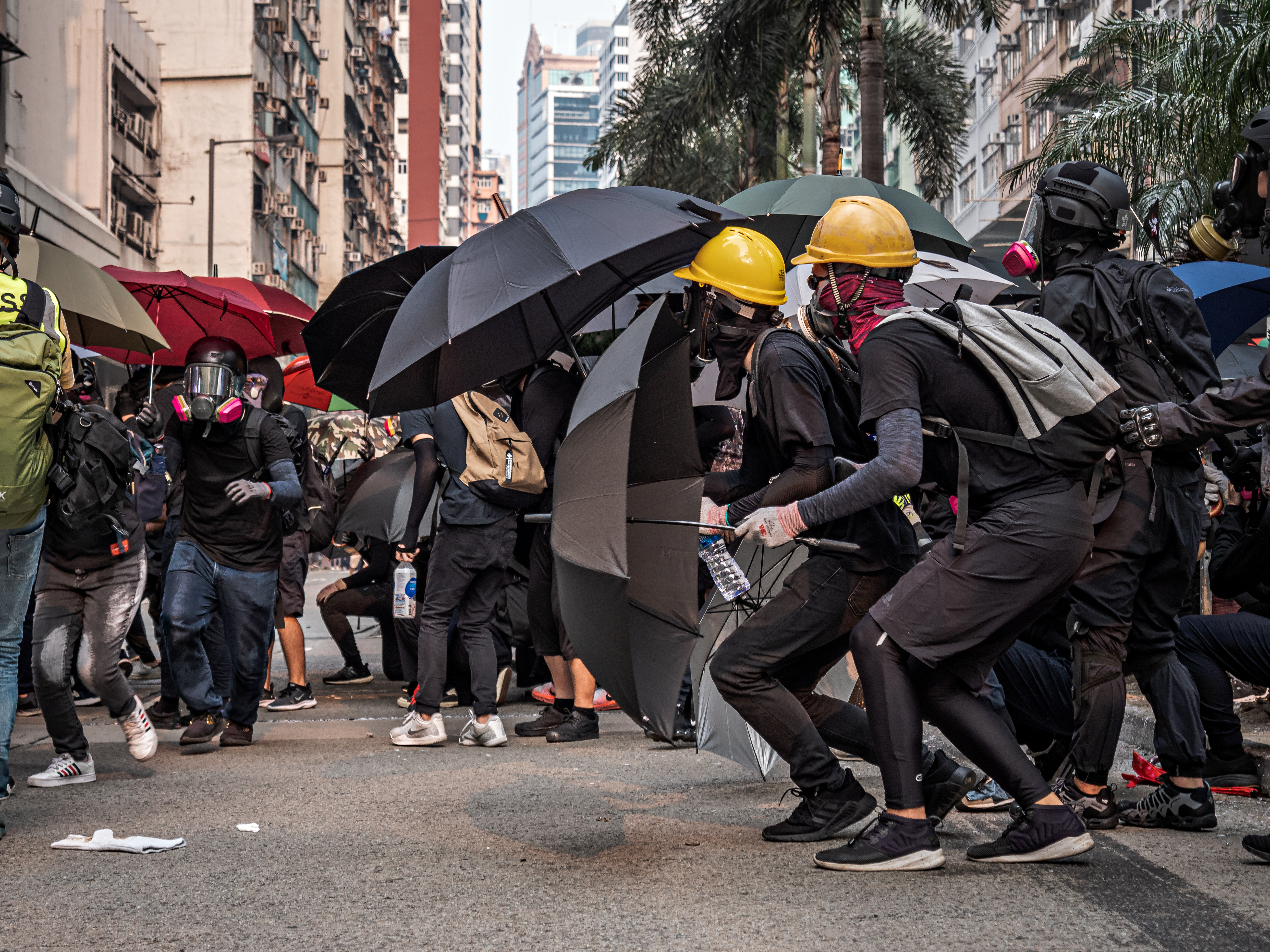
2019年10月4日，香港政府自回歸以來首次依《緊急法》頒佈《禁止蒙面規例》

因應在2019年的反對逃犯條例修訂草案運動中，许多示威者戴上頭盔、护目镜、口罩等保護装束，以及屡次发生警民衝突，香港特區政府計劃在短期內以《緊急情況規例條例》（簡稱《緊急法》）推行《禁止蒙面規例》，禁止參與遊行、集會及非法集結的人士以任何形式蒙面。二十多名不同界別的建制派人士宣布成立「禁蒙面法推動組」，以推動香港特區政府盡快訂立《禁蒙面法》。行政會議於2019年10月4日召開特別會議，當日下午行政長官林鄭月娥正式宣佈，以《緊急法》頒佈《禁止蒙面規例》。該規例於香港时间2019年10月5日零時零分開始生效。岑敖暉及郭卓堅即日（2019年10月4日）入稟高等法院，要求頒下臨時禁制令，暫緩《禁止蒙面規例》生效。高等法院晚上9時開庭審理，11時許林雲浩拒絕頒下臨時禁制令，而司法覆核申請於10月8日審理。2019年10月4日下午至午夜，香港爆發了嚴重的示威活動。
2019年10月14日，警方核准「香港人權民主法案集氣大會」，為宣布實施禁蒙面法之首次。不過核准要件之一，為集會主辦單位需提醒所有參與者需遵守《禁蒙面法》。2019年11月18日，高等法院裁定《禁蒙面法》違憲失效。禁蒙面法的部分規定，對基本權利所施加的限制超乎合理所需，不符合「相稱性驗證標準」。。2020年4月9日，香港上诉庭裁定，港府引用《紧急法》订立“禁蒙面法”合宪，但也认为“禁蒙面法”中警员有权要求市民在公众场合除去蒙面物品的条文违宪。。
該案于2020年12月21日經終審法院頒最終判辭，5名法官維持上訴庭裁定《緊急條例》不違憲的決定，亦一致裁定和平集會禁蒙面的限制合乎比例：
“關於在未經批准集結、公眾集會及公眾遊行下進一步禁止使用蒙面物品的限制，本院裁定以上每一種情況下的限制都是相稱的。有關限制是爲了達致避免及遏止和平的公眾集結演變成暴力之正當目的。預防措施不僅局限於應對《公安條例》(香港法例第245章)下已構成罪行的各種情況。該等限制是相稱的，沒有超乎合理所需。在尋求爲社會帶來裨益和此等限制損害了個人權利兩者之間，《禁蒙面規例》已取得公正的平衡。”

### 臺灣
《社會秩序維護法》第六十三條第六款規定，蒙面偽裝或以其他方法驚嚇他人有危害安全之虞者，處三日以下拘留或新臺幣三萬元以下罰鍰。
中華民國於1988年1月23日制定《集會遊行法》，依第14條第6款規定，主管機關得針對妨害身分辨識之化裝事項進行限制，因此警方受理集會遊行申請時，可要求負責人簽切結書，以約束民眾不得戴面具、化妝參與。

### 斯里兰卡
斯里兰卡于2019年连环爆炸后实施蒙面禁令，禁止在公共场所穿戴任何妨碍辨认的遮面用品。